# 關水渚
關水渚（日语：／ Sekimizu Nagisa；1998年6月5日—）是日本女演員、寫真偶像，出身自神奈川縣。所屬經紀公司為Horipro，因參加第40屆（2015年）Horipro星探隊而進入日本演藝界。2017年4月以出演水動樂廣告出道。同年9月登上《週刊少年Sunday》封面，這是她初次登上雜誌封面。
2019年，當時尚未有演戲經驗的關水在超過1,000人的試鏡會中脫穎而出，獲得主演電影《町田君的世界》的機會。她憑該電影獲得每日電影獎最佳新人、藍絲帶獎最佳新人、電影旬報十佳獎最佳新進女演員等獎項。同年10月，出演電視劇《4分鐘的金盞菊》，初次參演電視劇。

## 作品列表

### 電影
- 町田君的世界（2019年6月7日，華納電影）：主演・猪原奈奈
- 賭博默示錄3：最終遊戲（2020年1月10日，東寶）：飾演 桐野加奈子
- 信用詐欺師JP：公主篇（2020年7月23日，東寶）：飾演 小點頭/米雪兒‧胡
  - 信用詐欺師JP：英雄篇（2022年1月14日，東寶）：飾演 小點頭/米雪兒‧胡
- 婚顧女王（2022年3月12日，松竹）：飾演 新田遙

### 電視劇
- 4分鐘的金盞菊（2019年10月11日 - 12月13日，TBS）：飾演 阿部志乃
- 不知道也無妨（2020年1月8日 - 3月11日，日本電視台）：飾演 小泉愛花
- 危險的二人 -K2- 池袋署刑事課神崎·黑木（2020年9月11日 - 10月16日，TBS）：飾演 氏原彩乃
- 匿名者～警視廳「鍵盤殺人」對策室～（2021年1月25日 - 3月15日，東京電視台）：飾演 碓冰咲良（女主角）
- （2021年7月7日 - 9月8日，東京電視台）：主演・夏葉舞
- 前男友的遺書（2022年4月11日 - 6月20日，富士電視台）：飾演 森川紗英
- NHK大河劇 怎麼辦家康 第1回 - 第11回（2023年1月8日 - 3月18日，NHK）：飾演 田鶴
- 沉迷男欠踢女（2023年1月14日 - 3月18日，朝日電視台）：飾演 西島五香（女主角）
- #who am I（2023年3月8日 - 22日、富士電視台）：主演・青井茜
- 17岁青春遁走（2023年4月8日 - 6月24日，東京電視台）：飾演 南云由美（女主角）
- 她和男友的光明未來（2024年1月12日 - 2月23日，MBS）：主演・佐佐木雪歌
- 婚活奮鬥中（2024年1月17日 - 3月20日，富士電視台）：飾演 九本凜
- Black girl’s Talk（2024年2月5日 - 3月25日，東京電視台）：主演・三浦あや
- 傳說的頭目 翔（2024年7月 - ，朝日電視台）：飾演 藤谷彩（女主角）

### 寫真集
- First Step（2020年3月13日，KADOKAWA，攝影：中村和孝）ISBN 978-4-04-896430-2

## 外部連結
- 經紀公司官方網站（日語）
- 關水渚的Instagram帳戶